# D'Hannetaire
Pour les articles homonymes, voir Servandoni, Angélique D'Hannetaire et Eugénie D'Hannetaire.
Jean-Nicolas Servandoni, dit D'Hannetaire, est un acteur et directeur de théâtre français né à Grenoble le 3 novembre 1718 et mort à Bruxelles le 1er janvier 1780.

## Biographie
Il est le fils du peintre florentin Jean-Nicolas Servandoni et de Marie-Josèphe Gravier. D'Hannetaire semble avoir commencé sa carrière d'acteur en Allemagne, vers 1740. Il joue au château d'Arolsen, pour le prince de Waldeck, vers 1743 et se rend à Aix-la-Chapelle en 1744, d'où il arrive à Liège vers la fin de l'année. En novembre il y présente un Divertissement nouveau de chants et de danses pour le prince-évêque Jean-Théodore de Bavière et s'y marie le 17 février 1745 avec la comédienne Marguerite-Antoinette Huet, dite Mlle Danicourt. Le couple arrive à Bruxelles en octobre 1745 et D'Hannetaire prend la direction du Théâtre de la Monnaie, dont il est délogé par Favart quatre mois plus tard. Il est cependant intégré, ainsi que sa femme, dans la troupe du maréchal de Saxe et reprend la direction du théâtre après le départ des troupes françaises, à la fin de l'année 1748.
Il joue ensuite à Toulouse et à Bordeaux, puis débute à la Comédie-Française le 27 avril 1752 dans le rôle d'Orgon de Tartuffe. Mais il préfère revenir à Bruxelles, dans la troupe de Durancy, qui lui confie les rôles « à manteaux » et les rôles de Crispin. En 1755, il reprend la direction de la troupe, délaissée par Durancy, et la conserve jusqu'en 1771, tantôt seul, tantôt en association avec d'autres comédiens.
D'Hannetaire et sa femme eurent huit enfants, dont seules deux filles survécurent et qui montèrent également sur les planches :
- Eugénie (1746-1816), qui épousa le comédien Larive[1] et à laquelle le prince de Ligne a dédié ses Lettres à Eugénie sur les spectacles (1774).
- Angélique (1749-1822), qui fut la maîtresse du vicomte Desandrouin, puis du même prince de Ligne.

En 1768, il renonça par-devant notaire au métier d'acteur dans le contexte historique de l'excommunication des acteurs, « en vertu d'un ancien usage de la commédie ». Il continua cependant à jouer à Bruxelles pendant quelques années, puis devint rentier jusqu'à sa mort.

## Seigneur de Haeren
D'Hannetaire qui, selon un contemporain, jouissait de 80.000 livres de rente, acheta en 1759 à la baronne de Hembecq la terre et seigneurie de Haeren avec château, jardins, vergers, étangs, ferme et champs pour la somme de 21.000 florins. L'acquéreur, comme le stipule l'acte notarié, succédait dans tous les droits attachés à la seigneurie « haute, moyenne et basse justice, faculté de nommer mayeur, échevins et officiers ». Les lettres de reliefs furent entérinées par la Souveraine Cour féodale de Brabant et il devenait ainsi seigneur de ce fief. Toutefois, n'étant pas noble il ne pouvait se prévaloir du titre de baron porté par les propriétaires précédents.
Ce château devint le rendez-vous d'une brillante compagnie allant du gouverneur Charles de Lorraine au prince de Ligne.

## Publications
D'Hannetaire est l'auteur des Observations sur l'art du comédien, et sur d'autres objets concernant cette profession en général, qui connaîtront six éditions, d'abord anonymes, puis sous le nom de Dhannetaire (1772, 1774, 1775, 1776, 1778 et 1800).